# 존 딜린저
존 허버트 딜린저(John Herbert Dillinger [dɪlɪndʒər][*], 1903년 6월 22일 ~ 1934년 7월 22일)는 대공황 시대 미국의 갱스터이다. 딜린저 갱이라는 조직을 이끌고 은행 24개소와 경찰서 4개소를 털었다. 두 번에 걸쳐 탈옥했으며, 당대 가장 유명한 무법자로 이름을 날렸다. 살인 혐의로 기소된 것은 한 번 뿐이고 그나마도 유죄를 선고받지 않았으나, 딜린저는 베이비 페이스 넬슨, 프리티 보이 플로이드, 보니와 클라이드 등 그보다 더 잔혹한 범죄자들을 제치고 이 시기의 가장 저명한 범죄자로 악명을 떨쳤으며, 1930년대의 범죄 발호를 "딜린저 시대(The Dillinger Days)"라고도 한다.
당시 기승을 떨치는 조직범죄에 대응하기 위해 정부는 존 에드거 후버에게 연방수사국(FBI)을 만들게 했고, 후버는 딜린저와 그 갱단을 FBI 조직 확장을 위한 언론플레이 도구롤 요긴하게 사용했다. 딜린저는 1934년 시카고의 바이오그래프 극장에서 멜빈 퍼비스와 새뮤얼 크로울리가 이끄는 FBI 요원들 및 경찰들에게 사살되었다.